# گرادژنیتسا
گرادژنیتسا (به بلغاری: Gradezhnitsa) یک منطقهٔ مسکونی در بلغارستان است که در شهرستان تتون، بلغارستان واقع شده است.